# X JAPAN WORLD TOUR Live in TAIPEI

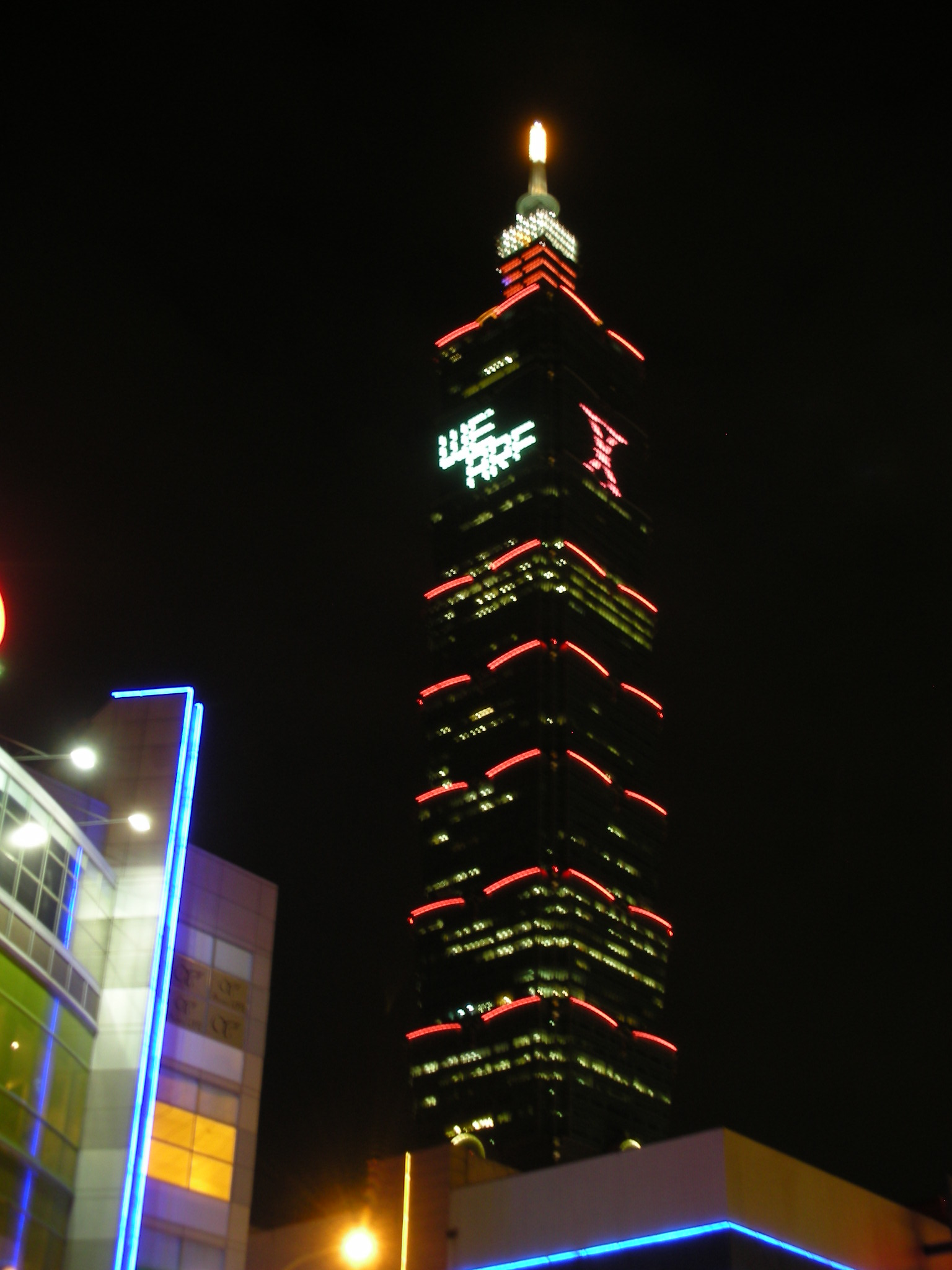
X JAPANの台湾初公演を記念した台北101の特別イルミネーション（2008年）。

『X JAPAN WORLD TOUR Live in TAIPEI』は、日本のロックバンドX JAPANが台湾の板橋体育場において、2009年5月30日に開催したコンサートである。

## 日程
- 5月30日：～本当にやる夜～

## 概要
2008年12月31日の「X JAPAN COUNTDOWN GIG 〜初心に帰って〜」を皮切りにスタートしたX JAPANのワールド・ツアーの台湾公演。X JAPANとしては2度目、またSUGIZOが正式にメンバーとして加入して初の海外公演である（香港公演では、SUGIZOはまだサポートメンバーであった）。総制作費3億5千万円、観客動員数2万人と、いずれも台湾史上最大規模のコンサートとなり、グッズ売り場では、ファンの行列が約1kmにも及んだという。また、コンサートではYOSHIKIがウェディングドレス姿でのパフォーマンスも見られた。ちなみにYOSHIKIがウェディングドレスを着るのは、1991年に日本武道館で行われた「EXTASY SUMMIT」以来である。

## 参加メンバー
- YOSHIKI
- TOSHI
- PATA
- HEATH
- SUGIZO

## 演奏曲
セットリスト
- Amethyst
- Rusty Nail
- WEEK END (ピアノパートまで)
- YOSHIKI Piano & SUGIZO Violin
- Silent Jealousy
- PATA Guitar solo
- DRAIN
- Say Anything (アコースティック)
- Tears
- 紅

アンコール1
- Rosa (Violet UK)
- Drum solo
- Without You
- I.V.

アンコール2
- PROLOGUE (〜WORLD ANTHEM)
- X
- ENDLESS RAIN

アンコール3
- ART OF LIFE (第二楽章から)
- Say Anything (S.E.)
- Forever Love (Last Mix) (S.E.)